# Ángel Pérez (pallavolista 1993)
Ángel Pérez Rivera (Naranjito, 20 ottobre 1993) è un pallavolista portoricano.
Gioca nel ruolo di schiacciatore nei Changos de Naranjito.

## Carriera
La carriera professionistica di Ángel Pérez inizia nei tornei scolastici portoricani, giocando per il Colegio Carmen Sol; in questo periodo fa anche parte della nazionale portoricana under 19, vincendo la medaglia d'argento alla Coppa panamericana 2011. In seguito si trasferisce per motivi di studio negli Stati Uniti d'America, dove partecipa alla NCAA Division III con lo Springfield College, raggiungendo ogni anno la finale nazionale e vincendo tre titoli consecutivi.
Nella stagione 2016-17 torna a Porto Rico, dove inizia la carriera professionistica nella Liga de Voleibol Superior Masculino coi Changos de Naranjito.

## Palmarès

### Club
- NCAA Division III: 3

2012, 2013, 2014

### Nazionale (competizioni minori)
- Coppa panamericana under 19 2011